# Corophium urdaibaiense
Corophium urdaibaiense is een vlokreeftensoort uit de familie van de Corophiidae. De wetenschappelijke naam van de soort is voor het eerst geldig gepubliceerd in 2006 door Marquiegui & Perez.